# Elezioni presidenziali in Francia del 1965
Le elezioni presidenziali in Francia del 1965 si tennero il 5 dicembre (primo turno) e il 19 dicembre (secondo turno); Charles de Gaulle fu rieletto Presidente della Repubblica al secondo turno.

## Storia
Le elezioni presidenziali del 1965 furono le seconde elezioni del Presidente della Repubblica francese della Quinta Repubblica francese.
Esse furono le prime ad essere effettuate a suffragio universale diretto, a seguito del referendum sull'elezione a suffragio universale del presidente della Repubblica francese del 1962.
Esse furono anche le prime elezioni nelle quali l'Ifop realizzò dei sondaggi elettorali prima dei due turni di voto e delle proiezioni elettorali la sera dei due turni.
De Gaulle, convinto che sarebbe stato eletto al primo turno, non fece quasi nemmeno campagna elettorale.
Fu così costretto al ballottaggio dal candidato della sinistra Mitterrand, che era appoggiato, oltre che dal CIR, anche da SFIO, PRRRS, PSU e PCF. 

De Gaulle, appoggiato dal suo partito e dall'UDT (che aveva fuso con l'UNR nel 1962). De Gaulle fu poi eletto al secondo turno con più del 10% di differenza.

## Risultati
|                 | Charles de Gaulle            | Unione per la Nuova Repubblica             | 10 828 521 | 44,65 | 13 083 699 | 55,20 |  |  |
|                 | François Mitterrand          | Convenzione delle Istituzioni Repubblicane | 7 694 005  | 31,72 | 10 619 735 | 44,80 |  |  |
|                 | Jean Lecanuet                | Movimento Repubblicano Popolare            | 3 777 120  | 15,57 |            |       |  |  |
|                 | Jean-Louis Tixier-Vignancour | Indipendente di estrema destra             | 1 260 208  | 5,20  |            |       |  |  |
|                 | Pierre Marcilhacy            | Partito Liberale Europeo                   | 415 017    | 1,71  |            |       |  |  |
|                 | Marcel Barbu                 | Indipendente di sinistra                   | 279 685    | 1,15  |            |       |  |  |
| Totale          | Totale                       | Totale                                     | 24 254 556 | 100   | 23 703 434 | 100   |  |  |
|                 |                              |                                            |            |       |            |       |  |  |
| Voti non validi | Voti non validi              | Voti non validi                            | 248 360    | 1,01  | 799 482    | 3,26  |  |  |
| Votanti         | Votanti                      | Votanti                                    | 24 502 916 | 84,75 | 24 502 916 | 84,78 |  |  |
| Elettori        | Elettori                     | Elettori                                   | 28 910 581 |       | 28 902 704 |       |  |  |